# Anabarhynchus moffat
Anabarhynchus moffat är en tvåvingeart som beskrevs av Lyneborg 2001. Anabarhynchus moffat ingår i släktet Anabarhynchus och familjen stilettflugor. Inga underarter finns listade i Catalogue of Life.